# سیارک ۹۷۸۱
سیارک ۹۷۸۱ (به انگلیسی: 9781 Jubjubbird، نامگذاری:1994UB1) نه هزار و هفتصد و هشتاد و یکمین سیارک کشف شده‌است که در ۳۱ اکتبر ۱۹۹۴ کشف شد.
قدر مطلق سیارک برابر ۱۳٫۸۰ است.